# Ales
Ales (łac. Alesium) – miejscowość i gmina we Włoszech, w regionie Sardynia, w prowincji Oristano. Siedziba  diecezji Ales-Terralba, znajduje się tu katedra. Graniczy z Albagiara, Curcuris, Gonnosnò, Marrubiu, Morgongiori, Palmas Arborea, Pau, Santa Giusta, Usellus, Villa Verde.
Według danych na rok 2004 gminę zamieszkiwało 1628 osób, 77,5 os./km². W gminie znajduje się Zeppara, ok. 200 mieszkańców.